# Listă de aeroporturi după codul IATA: W
Mai jos este lista de aeroporturi al căror cod IATA începe cu litera W.
Această listă este generată cu date din Wikidata și este actualizată periodic de un robot.
 Editările făcute în listă vor fi șterse la următoarea actualizare!
| Imagine | Cod IATA | Articol                                        |
| ------- | -------- | ---------------------------------------------- |
|         | WDR      | Aeroportul Barrow County                       |
|         | WOL      | Aeroportul Regional Illawarra                  |
|         | WKA      | Aeroportul Wanaka                              |
|         | WEA      | Aeroportul Parker County                       |
|         | WIU      | Aeroportul Witu                                |
|         | WUU      | Aeroportul Wau                                 |
|         | WCR      | Aeroportul Chandalar Lake                      |
|         | WDS      | Aeroportul Shiyan Wudangshan                   |
|         | WMH      | Aeroportul Regional Ozark                      |
|         | WTR      | Aeroportul Whiteriver                          |
|         | WUN      | Aeroportul Wiluna                              |
|         | WAT      | Aeroportul Waterford                           |
|         | WMR      | Aeroportul Mananara Nord                       |
|         | WYS      | Aeroportul Yellowstone                         |
|         | WGC      | Aeroportul Warangal                            |
|         | WML      | Aeroportul Malaimbandy                         |
|         | WPA      | Aeroportul Cabo 1° Juan Román                  |
|         | WJA      | Aeroportul Woja                                |
|         | WVL      | Aeroportul Waterville Robert LaFleur           |
|         | WUV      | Aeroportul Wuvulu Island                       |
|         | WBD      | Aeroportul Avaratra, Befandriana               |
|         | WAF      | Aeroportul Wana                                |
|         | WAM      | Aeroportul Ambatondrazaka                      |
|         | WAX      | Aeroportul Zuwarah                             |
|         | WGN      | Aeroportul Shaoyang Wugang                     |
|         | WMI      | Aeroportul Varșovia-Modlin Mazovia             |
|         | WMN      | Aeroportul Maroantsetra                        |
|         | WTT      | Aeroportul Wantoat                             |
|         | WCA      | Aeroportul Gamboa                              |
|         | WEH      | Aeroportul Weihai Dashuibo                     |
|         | WOS      | Aeroportul Wonsan                              |
|         | WIL      | Aeroportul Wilson                              |
|         | WPU      | Aeroportul Guardiamarina Zañartu               |
|         | WME      | Aeroportul Mount Keith                         |
|         | WDH      | Aeroportul Internațional Windhoek Hosea Kutako |
|         | WSP      | Aeroportul Waspam                              |
|         | WPR      | Aeroportul Capitan Fuentes Martinez            |
|         | WKB      | Aeroportul Warracknabeal                       |
|         | WBB      | Aeroportul Stebbins                            |
|         | WBU      | Aeroportul Municipal Boulder                   |
|         | WHT      | Aeroportul Regional Wharton                    |
|         | WMA      | Aeroportul Mandritsara                         |
|         | WMC      | Aeroportul Municipal Winnemucca                |
|         | WVI      | Aeroportul Municipal Watsonville               |
|         | WKK      | Aeroportul Aleknagik                           |
|         | WLG      | Aeroportul Internațional Wellington            |
|         | WLK      | Aeroportul Selawik                             |
|         | WLP      | Aeroportul West Angelas                        |
|         | WIB      | Aeroportul Wilbarger County                    |
|         | WMP      | Aeroportul Mampikony                           |
|         | WIN      | Aeroportul Winton                              |
|         | WAA      | Aeroportul Wales                               |
|         | WAP      | Aeroportul Alto Palena                         |
|         | WNP      | Aeroportul Naga                                |
|         | WJR      | Aeroportul Wajir                               |
|         | WNN      | Aeroportul Wunnummin Lake                      |
|         | WFK      | Aeroportul Regional Northern Aroostook         |
|         | WYK      | Aeroportul Gatot Subrato                       |
|         | WSF      | Aeroportul Cape Sarichef                       |
|         | WDI      | Aeroportul Wondai                              |
|         | WON      | Aeroportul Wondoola                            |
|         | WRL      | Aeroportul Municipal Worland                   |
|         | WBM      | Aeroportul Wapenamanda                         |
|         | WGO      | Aeroportul Regional Winchester                 |
|         | WSK      | Aeroportul Wushan Shennüfeng                   |
|         | WTO      | Aeroportul Wotho                               |
|         | WKN      | Aeroportul Wakunai                             |
|         | WPM      | Aeroportul Wipim                               |
|         | WOA      | Aeroportul Wonenara                            |
|         | WLE      | Aeroportul Miles                               |
|         | WNS      | Aeroportul Nawabshah                           |
|         | WLS      | Aeroportul Hihifo                              |
|         | WLW      | Aeroportul Willows-Glenn County                |
|         | WST      | Aeroportul Westerly State                      |
|         | WWT      | Aeroportul Newtok                              |
|         | WTP      | Aeroportul Woitape                             |
|         | WYA      | Aeroportul Whyalla                             |
|         | WKR      | Aeroportul Walkers Cay                         |
|         | WMT      | Aeroportul Renhuai Maotai                      |
|         | WAQ      | Aeroportul Antsalova                           |
|         | WRG      | Aeroportul Wrangell                            |
|         | WKI      | Aeroportul Hwange Town                         |
|         | WCH      | Aeroportul Chaitén                             |
|         | WCH      | Aeroportul Nuevo Chaitén                       |
|         | WHP      | Aeroportul Whiteman                            |
|         | WMD      | Aeroportul Mandabe                             |
|         | WSZ      | Aeroportul Westport (Noua Zeelandă)            |
|         | WAV      | Aeroportul Wave Hill                           |
|         | WWD      | Aeroportul Cape May                            |
|         | WAS      | Washington, D.C.                               |
|         | WRO      | Aeroportul Wrocław – Copernicus                |
|         | WXN      | Aeroportul Wanzhou Wuqiao                      |
|         | WHF      | Aeroportul Wadi Halfa                          |
|         | WHU      | Aeroportul Wuhu Wanli                          |
|         | WTS      | Aeroportul Tsiroanomandidy                     |
|         | WAC      | Aeroportul Wacca                               |
|         | WAE      | Aeroportul Wadi al-Dawasir Domestic            |
|         | WAH      | Aeroportul Harry Stern                         |
|         | WAI      | Aeroportul Ambalabe                            |
|         | WAW      | Aeroportul Frederic Chopin din Varșovia        |
|         | WAY      | Aeroportul Greene County                       |
|         | WBR      | Aeroportul Roben-Hood                          |
|         | WMB      | Aeroportul Warrnambool                         |
|         | WMO      | Aeroportul White Mountain                      |
|         | WPK      | Aeroportul Wrotham Park                        |
|         | WRZ      | Aeroportul Weerawila                           |
|         | WSE      | Aeroportul Santa Cecilia                       |
|         | WSH      | Aeroportul Brookhaven                          |
|         | WSN      | Aeroportul South Naknek                        |
|         | WTB      | Aeroportul Brisbane West Wellcamp              |
|         | WTL      | Aeroportul Tuntutuliak                         |
|         | WUT      | Aeroportul Xinzhou Wutaishan                   |
|         | WWK      | Aeroportul Wewak                               |
|         | WYE      | Aeroportul Yengema                             |
|         | WAG      | Aeroportul Wanganui                            |
|         | WGP      | Aeroportul Mau Hau                             |
|         | WYN      | Aeroportul Wyndham                             |
|         | WIT      | Aeroportul Wittenoom                           |
|         | WUH      | Aeroportul Internațional Wuhan Tianhe          |
|         | WZA      | Aeroportul Wa                                  |
|         | WOW      | Aeroportul Willow                              |
|         | WWR      | Aeroportul West Woodward                       |
|         | WGT      | Aeroportul Wangaratta                          |
|         | WPB      | Aeroportul Port Bergé                          |
|         | WUD      | Aeroportul Wudinna                             |
|         | WNR      | Aeroportul Windorah                            |
|         | WEL      | Aeroportul Welkom                              |
|         | WOT      | Aeroportul Wang-an                             |
|         | WGA      | Aeroportul Wagga Wagga                         |
|         | WHS      | Aeroportul Whalsay                             |
|         | WDG      | Aeroportul Regional Enid Woodring              |
|         | WUS      | Aeroportul Wuyishan                            |
|         | WHK      | Aeroportul Whakatane                           |
|         | WBO      | Aeroportul Antsoa                              |
|         | WNA      | Aeroportul Napakiak                            |
|         | WEI      | Aeroportul Weipa                               |
|         | WIX      | Aeroportul Tuxpan                              |
|         | WRR      | Aeroportul Werur                               |
|         | WSG      | Aeroportul Washington County                   |
|         | WRE      | Aeroportul Whangarei                           |
|         | WNH      | Aeroportul Wenshan Puzhehei                    |
|         | WEF      | Aeroportul Weifang                             |
|         | WRN      | Aeroportul Windarling                          |
|         | WBQ      | Aeroportul Beaver                              |
|         | WUI      | Aeroportul Murrin Murrin                       |
|         | WTD      | Aeroportul West End                            |
|         | WKJ      | Aeroportul Wakkanai                            |
|         | WVA      | Aeroportul Washington-Virginia                 |
|         | WNI      | Aeroportul Matahora                            |
|         | WUX      | Aeroportul Internațional Sunan Shuofang        |
|         | WVB      | Aeroportul Walvis Bay                          |
|         | WAZ      | Aeroportul Warwick                             |
|         | WGE      | Aeroportul Walgett                             |
|         | WWY      | Aeroportul West Wyalong                        |
|         | WVK      | Aeroportul Manakara                            |
|         | WRY      | Aeroportul Westray                             |
|         | WWI      | Aeroportul Woodie Woodie                       |
|         | WFI      | Aeroportul Fianarantsoa                        |
|         | WUZ      | Aeroportul Wuzhou Xijiang                      |
|         | WTA      | Aeroportul Tambohorano                         |
|         | WMX      | Aeroportul Wamena                              |
|         | WTK      | Aeroportul Noatak                              |
|         | WLH      | Aeroportul Walaha                              |
|         | WPC      | Aeroportul Pincher Creek                       |
|         | WIC      | Aeroportul Wick                                |
|         | WUA      | Aeroportul Wuhai                               |
|         | WJU      | Aeroportul Wonju                               |
|         | WBW      | Aeroportul Wilkes-Barre Wyoming Valley         |
|         | WSY      | Aeroportul Whitsunday                          |
|         | WIO      | Aeroportul Wilcannia                           |
|         | WWA      | Aeroportul Wasilla                             |
|         | WTE      | Aeroportul Wotje                               |
|         | WNZ      | Aeroportul Internațional Wenzhou Longwan       |